# Huqúqu’lláh
Huqúqu’lláh (arabisch ﺣﻘﻮﻕ ﺍﻟﻠﻪ, Umschrift nach Bahai-Transkription, „Das Recht Gottes“), auch das Gesetz oder die Institution des Huqúq genannt, ist ein sozioökonomisches und religiöses Gesetz im Bahaitum, definiert im Heiligsten Buch von Bahāʾullāh. Ganz grundlegend besagt es, dass Bahai eine Abgabe von 19 Prozent auf jenen Besitz leisten sollen, der über das hinausgeht, was für ein bequemes Leben grundlegend notwendig ist. Die Verantwortung für die Berechnung und Zahlung obliegt jedem Einzelnen, sie muss aus freien Stücken erfolgen und darf von niemandem eingefordert oder kontrolliert werden. Das Geld soll für gemeinnützige Projekte eingesetzt werden und in zunehmendem Maße auch einer internationalen, auf Freiwilligkeit basierenden Umverteilung des Reichtums dienen. Für Mitglieder der Bahá’í-Gemeinde in Deutschland (K.d.ö.R.) gibt es die Möglichkeit, das Geld dem internationalen Haus der Gerechtigkeit zu zahlen, welches es auch für die Entwicklung der eigenen Weltgemeinde und ihrer Ziele verwendet.

## Berechnung
Die Zahlung von Huqúqu’lláh basiert auf der Berechnung des Wertes des individuellen Eigentums, das materielle Besitztümer, Finanzvermögen und Einkommen des Einzelnen umfasst, nachdem alle notwendigen Ausgaben bezahlt wurden. Wenn der luxuriöse – also über Notwendigkeiten hinausgehende – Besitz einer Person den Wert von mindestens 19 Mithqáls Gold (2,2246 Unzen oder 69 Gramm) übersteigt, ist es ihre spirituelle Verpflichtung, neunzehn Prozent des Gesamtbetrags als Huqúqu’lláh zu zahlen. Wann immer der hinzukommende Luxus, also ihr Einkommen abzüglich aller notwendigen Ausgaben, diesen Wert übersteigt, ist eine erneute Zahlung auf den hinzugekommenen Betrag fällig.
Bahāʾullāh hat es jedem Einzelnen überlassen, zu entscheiden, welche Dinge als notwendig erachtet werden und welche nicht. Durch die Angabe des Goldwertes sollen insbesondere auch Personen, die nur wenig materiellen Besitz haben, davor bewahrt werden, sich der Überlegung verpflichtet zu fühlen, ob ein kleiner Teil ihres geringen Eigentums nicht doch Luxus ist. Darüber hinaus hat Bahāʾullāh bestimmte Eigentumskategorien von der Zahlung des Huqúqu’lláh befreit, wie z. B. Wohnsitz, notwendige Haushaltsausstattung, Berufsausstattung und ähnliches. Außerdem existieren einige gesonderte Bestimmungen, um Fälle wie zum Beispiel finanzielle Verluste oder eine mögliche Zahlung von Huqúqu’lláh im Todesfall abzudecken.

## Sinn und Geistige Bedeutung
„...dieses Gesetz fördert das Gemeinwohl und trägt zur Vergeistigung der Menschheit bei, indem es eine neue Einstellung zum Erwerb und zur Nutzung der materiellen Ressourcen fördert, die für große kollektive Unternehmungen zur Verbesserung aller Aspekte des Lebens notwendig sind.“ Auch wenn die Zahlung ausschließlich in der Verantwortung des Einzelnen liegt und somit freiwillig ist, wird Huqúqu’lláh nicht als Mildtätigkeit betrachtet, sondern als eine Abgabe, auf die Gott Anspruch hat, weil sie der Allgemeinheit zugutekommt. Individueller Wohlstand und die Interessen des Gemeinwohls müssen demnach in einem Gleichgewicht stehen, ein Ausgleich zwischen Arm und Reich gewahrt werden. Die Abgabe ist insofern von Spenden für die verschiedenen Verwendungszwecke der Bahá’í-Gemeinde getrennt zu betrachten und hat Vorrang vor ihnen.

## Schrittweise Einführung
Bahāʾullāhs Heiligstes Buch entstand 1873. Wie viele andere Gesetze des Werkes wurde auch das Gesetz des Huqúqu’lláh schrittweise umgesetzt und eingeführt. So nahm Bahāʾullāh zuerst keine Zahlungen an, bis er 1878 den ersten Treuhänder für Huqúqu'lláh ernannte, der die Verantwortung hatte, Huqúqu’lláh-Zahlungen von persischen Bahá’í anzunehmen und zu verwalten. Später wurde dies auf die Bahá’í des Nahen Ostens ausgedehnt. Innerhalb der weltweiten Bahá’í-Gemeinde wurde das Grundkonzept des Huqúqu’lláh vor allem seit 1985 bekannt. Für Gemeindemitglieder wurde 1991 eine zentrale Verwaltungsstelle für Huqúqu’lláh in Haifa, Israel gegründet. Für sie trat das Huqúqu’lláh-Gesetz 1992 in Kraft. Mit steigenden Zahlungen wurden nach und nach Stellvertreter auf nationaler Ebene ernannt, welche die Zahlungen entgegennehmen und an das Universale Haus der Gerechtigkeit weiterleiten. Über die Verwendung der Gelder innerhalb der Bahá’í-Gemeinde entscheidet das Universale Haus der Gerechtigkeit nach eigenem Ermessen. Anträge an Treuhänder in Notfällen richten Bahá’í in Deutschland etwa an den Nationalen Geistigen Rat dort. Bahá’í, die nicht Mitglied der Gemeinde sind, entscheiden selbst, wem sie ihre Huqúqu’lláh-Zahlung im Sinne des wohltätigen Zwecks zukommen lassen.